# Galgenablass

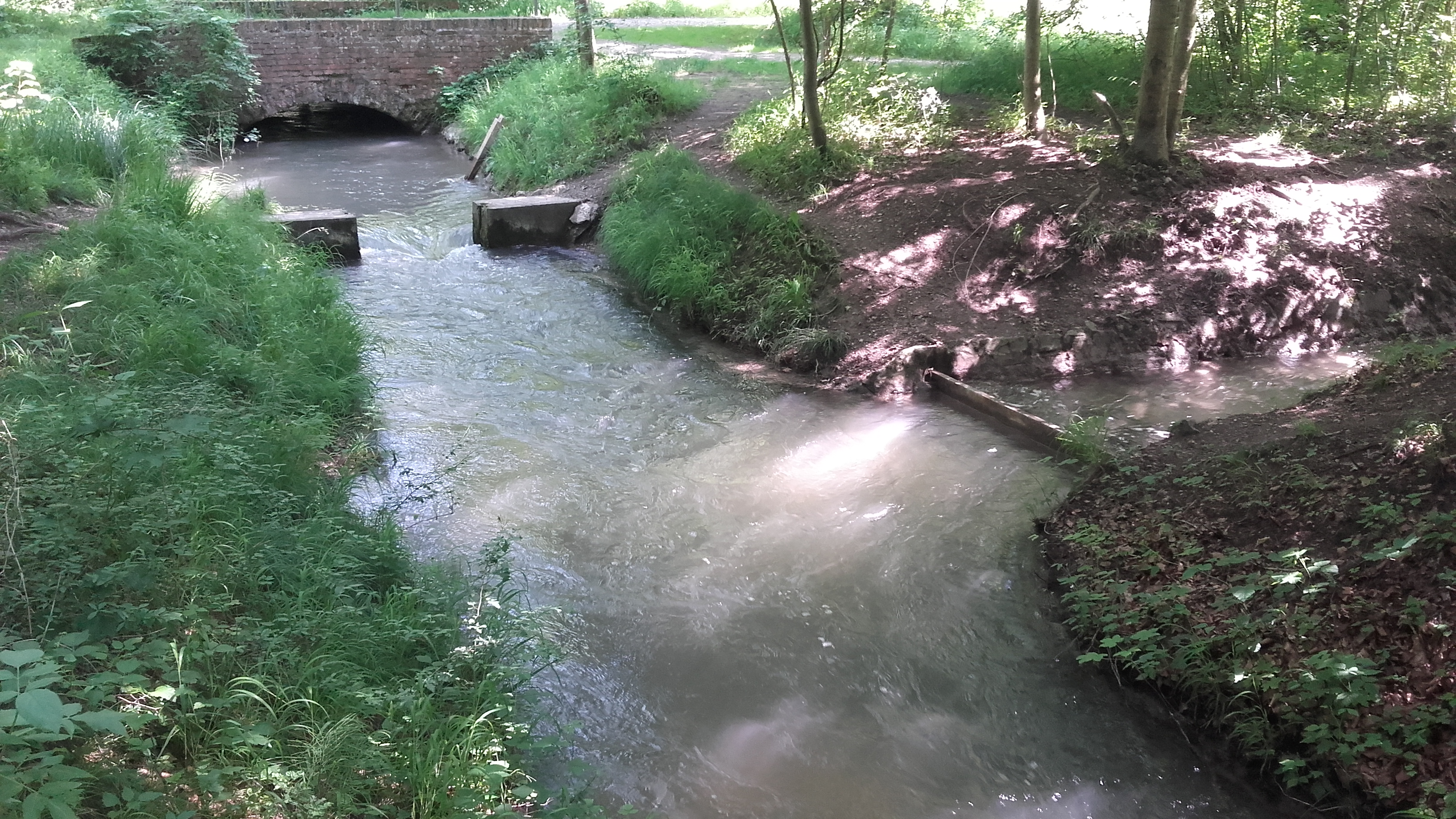
Der Galgenablass: rechts die „scheinbare“ Mündung des Grenzgrabens in den Siebenbrunner Bach

Schematische Darstellung einer Wasserkreuzung mit Düker

Der Galgenablass ist eine Wasserkreuzung mit Düker im Augsburger Stadtwald. Er ist ein geschütztes Baudenkmal in Augsburg-Haunstetten-Siebenbrunn und wurde als Teil des „Augsburger Wassermanagement-Systems“ am 6. Juli 2019 in die Welterbeliste der UNESCO aufgenommen.

## Lage
Der Galgenablass befindet sich im Siebentischwald nahe der Siebenbrunner Straße, etwa auf halbem Weg zwischen Siebenbrunn und dem Hochablass. Er ist mit öffentlichen Verkehrsmitteln oder dem Auto nicht direkt erreichbar, lässt sich aber gut zu Fuß oder mit dem Fahrrad besuchen.

## Geschichte
Das Netz von Augsburgs Kanälen und Bächen, die die „Lebensadern“ der historischen Wasserwirtschaft der Stadt darstellen, ist seit Jahrhunderten im fortwährenden Umbau. Es enthielt bereits früh etliche Wasserkreuzungen. Viele davon sind inzwischen verschwunden, andere sind neu hinzugekommen. Zu den ältesten und bis heute bestehenden Wasserkreuzungen gehört der mehr als 500-jährige Galgenablass.

### Die Wasserkreuzung
Während die meisten Bachläufe und Kanäle im Augsburger Stadtwald dem natürlichen Gefälle folgend von Süden nach Norden fließen, führt der etwa 2,5 km lange Grenzgraben von Westen nach Osten. Er markierte bis 1806 die Grenze zwischen der Freien Reichsstadt Augsburg und dem Kurfürstentum Bayern. Ungefähr seit dem Jahr 1500 kreuzt der Grenzgraben den etwa 4,5 km langen Siebenbrunner Bach. Er wurde an dieser Stelle ursprünglich in einer Holzbrücke über den Siebenbrunner Bach geführt.
Zur Regulierung der Wassermenge im Siebenbrunner Bach gab es bei dieser Wasserkreuzung bis ins 19. Jahrhundert auch einen Schütz, dessen Schieber an einer Konstruktion aufgehängt war, die einem Galgen glich. Im Bauwesen werden Konstruktionen, die aus einer Stütze und einem Kragträger bestehen, oft als Galgen bezeichnet. Daher erhielt das Wasserbauwerk seinen Namen „Galgenablass“. Mit einer Richtstätte hat es nichts zu tun.

### Trennung von Brauch- und Trinkwasser bis 1840
Die Wasserkreuzung trennte Brauch- und Trinkwasser. Die hydrotechnische Situation wandelte sich jedoch im Lauf der Geschichte stark.
Der Siebenbrunner Bach war ursprünglich ein Quellwasserbach mit mehreren Quellen. Seit es das Verbindungsstück Brunnengraben gibt (dieses Datum ist bisher unbekannt), ist der Siebenbrunner Bach einer der Zuflüsse des Brunnenbachs. Die Namen der Bäche wechselten oft im Lauf der Zeit. Bis in die erste Hälfte des 20. Jahrhunderts soll der Siebenbrunner Bach auch selbst als Brunnenbach bezeichnet worden sein. Das Wasser des Brunnenbachs wurde von 1416 bis 1840 im Wasserwerk am Roten Tor zur Speisung der Brunnen in Augsburg verwendet.
Vermutlich wurde die Art der Wasserversorgung des Grenzgrabens mehrmals geändert. Er soll (ohne Zeitangabe) eine eigene Quellschüttung im Bereich der heutigen „Volkssiedlung“ (Augsburg-Haunstetten) gehabt haben. Eine Karte von 1790 zeigt hingegen, dass er damals über eine viele Kilometer längere Strecke vom Lochbach nahe dessen Anstichstelle mit Lechwasser gespeist wurde. Es gab zu diesem Zeitpunkt vermutlich eine weitere Wasserkreuzung an der Stelle, wo der Grenzgraben heute vom Brunnenbach gespeist wird. Der Grenzgraben mündete ursprünglich unmittelbar vor dem Hochablass in den Lech.
Das außerhalb des Stadtgebiets gelegene Gebiet südlich des Galgenablasses gehörte ursprünglich zur östlich des Lechs gelegenen Gemeinde Mering und hieß daher „Meringer Au“. 1804 wurde es zur Kultivierung freigegeben. Hieraus entstand die eigenständige Gemeinde Meringerau, bestehend aus Bauernhäusern, fünf Gutshöfen mit Herrenhäusern, einer Gaststätte und einer Volksschule.

### Entwicklung seit Aufgabe der Getrennthaltung

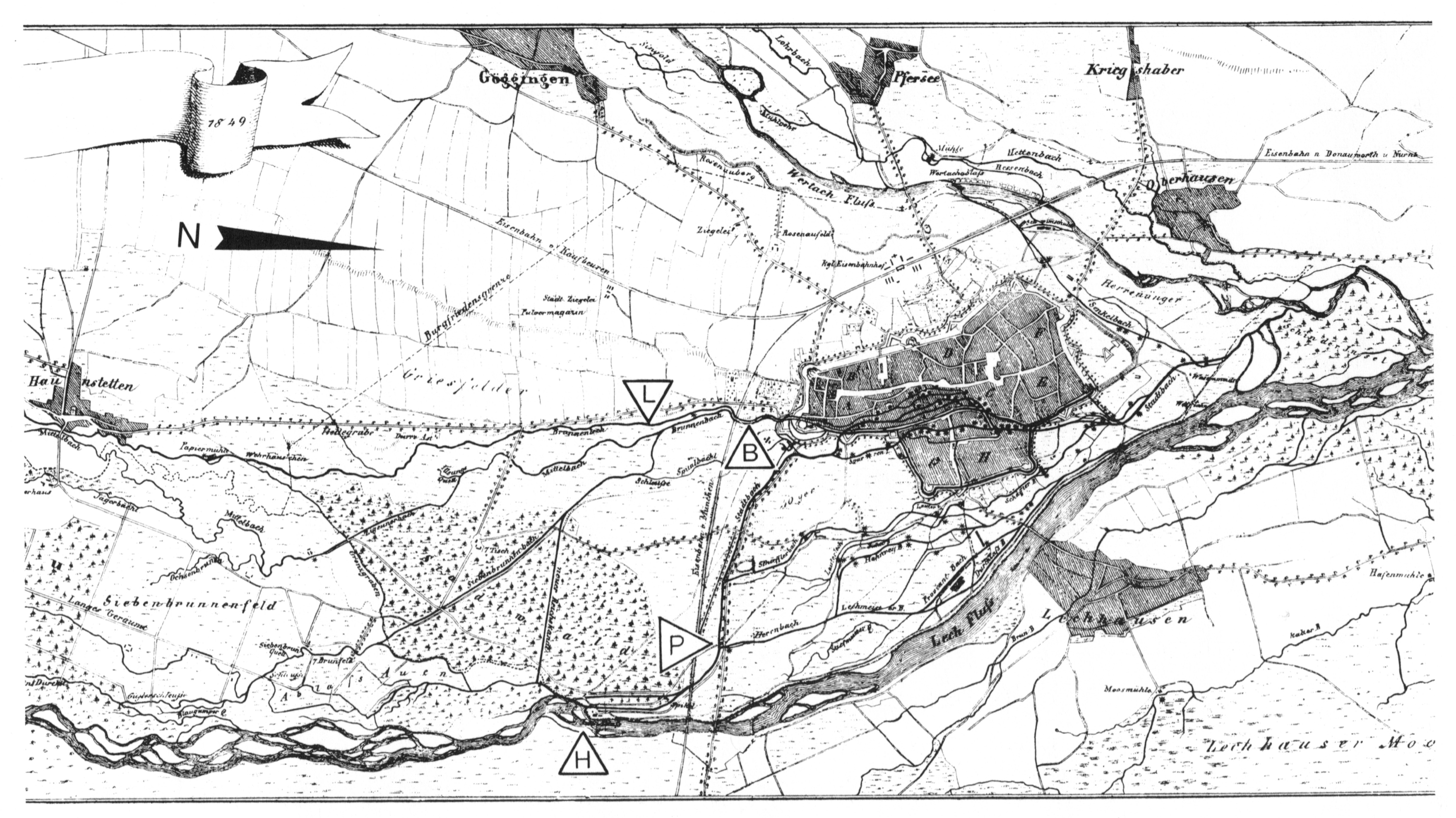
Hydrographische Karte von 1849, die den damals neuen Reichskanal zeigt. Das Wasser des Grenzgrabens ist dem Siebenbrunner Bach zugeführt. Es besteht keine Trennung von Brauch- und Trinkwasser mehr.

Seit der Brunnenbach nicht mehr als Trinkwasser diente, gab es keinen hygienischen Grund mehr, Quellbäche und Lechkanäle getrennt zu halten. Durch eine Verlagerung des Lechs nach Osten fiel der Grundwasserspiegel und etliche Quellen versiegten. Nun wurde mehreren vormaligen Quellbächen Lechwasser zugeführt, um ihr Versiegen zu kompensieren.
Ein erster Versuch, dem Siebenbrunner Bach Lechwasser zuzuleiten, war der 1848 nördlich des Galgenablasses gegrabene Reichskanal. Der Lechanstich unmittelbar südlich des Hochablasses, der den Reichskanal speisen sollte, funktionierte als solcher aber schlecht und der Kanal lag meistens trocken. Deshalb wurde dieser Lechanstich aufgegeben und stattdessen das Wasser des Grenzgrabens – zusammen mit dem  Quellbach Ziegelmoorbächlein, der heute trockengefallen ist – über den Reichskanal in den Siebenbrunner Bach geleitet.
Um die Wassermenge auch im Oberlauf des Siebenbrunner Bachs zu vergrößern, wurde ihm von Süden her Lechwasser zugeführt. Heute wird der Siebenbrunner Bach hauptsächlich über den Lochbach über die Kanäle Neuer Graben, Bayerbach, Gießer und Alter Floßgraben gespeist. Somit führt er heute kein klares Quellwasser mehr, sondern trübes Lechwasser. Der Grenzgraben erfuhr einen umgekehrten Prozess: Er wird heute nicht mehr vom Lochbach, sondern vom Brunnenbach gespeist und führt dadurch heute klares Quellwasser.

### Industrie am Siebenbrunner Bach; Umbau mit Düker

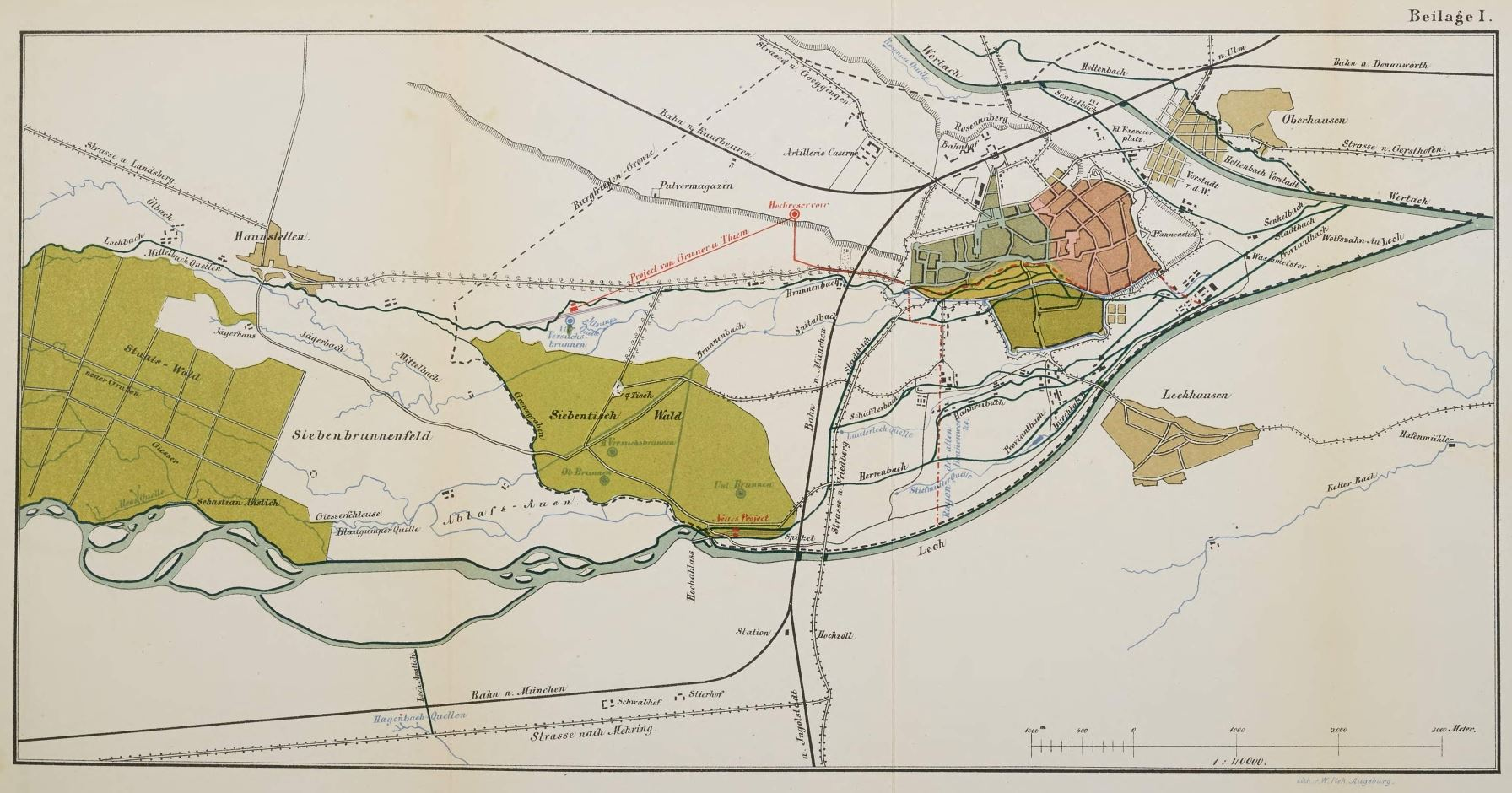
Diese hydrologische Karte aus dem Jahr 1876 zeigt, wie der Siebenbrunner Bach vom Gießer und Neuen Graben gespeist wurde. Es ist auch die beginnende Besiedelung am Siebenbrunner Bach und die Ableitung vom Siebenbrunner Bach ins Ziegelmoorbächlein erkennbar.

Der lechwasserverstärkte Siebenbrunner Bach, der um das Jahr 1867 einen Volumenstrom von 0,75 m³/s hatte, sollte nun dazu dienen, das land- und forstwirtschaftlich geprägte Streudorf Meringerau (das auch Siebenbrunn genannt wurde) industriell zu entwickeln.
Der Schnittwarenhändler Albrecht Höppl erwarb das Wassernutzungsrecht sowie Grundstücke in Meringerau und erbaute dort von 1866 bis 1868 die Mechanische Weberei Siebenbrunn, die die Wasserkraft des Siebenbrunner Bachs über eine Turbinenanlage nutzte. Neben dem Turbinenhaus, das über den Siebenbrunner Bach gebaut war, gab es auch einen kleinen Wasserturm. Die Weberei wurde wiederum zur Grundlage für eine Arbeiterkolonie, aus der das Siebenbrunner Unterdorf entstand. Die Kantine der Wohnkolonie wurde später in die Ausflugsgaststätte „Zu den sieben Brunnen“ umfunktioniert.
Um die Energieausbeute am Siebenbrunner Bach zu vergrößern, tiefte man diesen 1870 ein. Dabei wurde der Galgenablass umgebaut, so dass der Grenzgraben den Siebenbrunner Bach seither nicht auf einer Brücke über-, sondern in einem Düker unterquert. Der Schütz mit seinem Galgen wenige Meter bachabwärts des Dükers wurde entfernt. Die Wasserkreuzung behielt jedoch ihren alten Namen bei. Seither ist sie im Prinzip baulich unverändert.
Um das Turbinenwerk der Weberei vor Hochwasser zu schützen, wurde ein Teil des Siebenbrunner Bachs bei Bedarf in Richtung Ziegelmoorbächlein abgeleitet. 1885 wurde die Wassermenge des Siebenbrunner Bachs auf 1,5 m³/s verdoppelt und das Bachgefälle am Turbinenhaus auf 1,8 Meter erhöht.

### Ende der Industrie und Siedlung

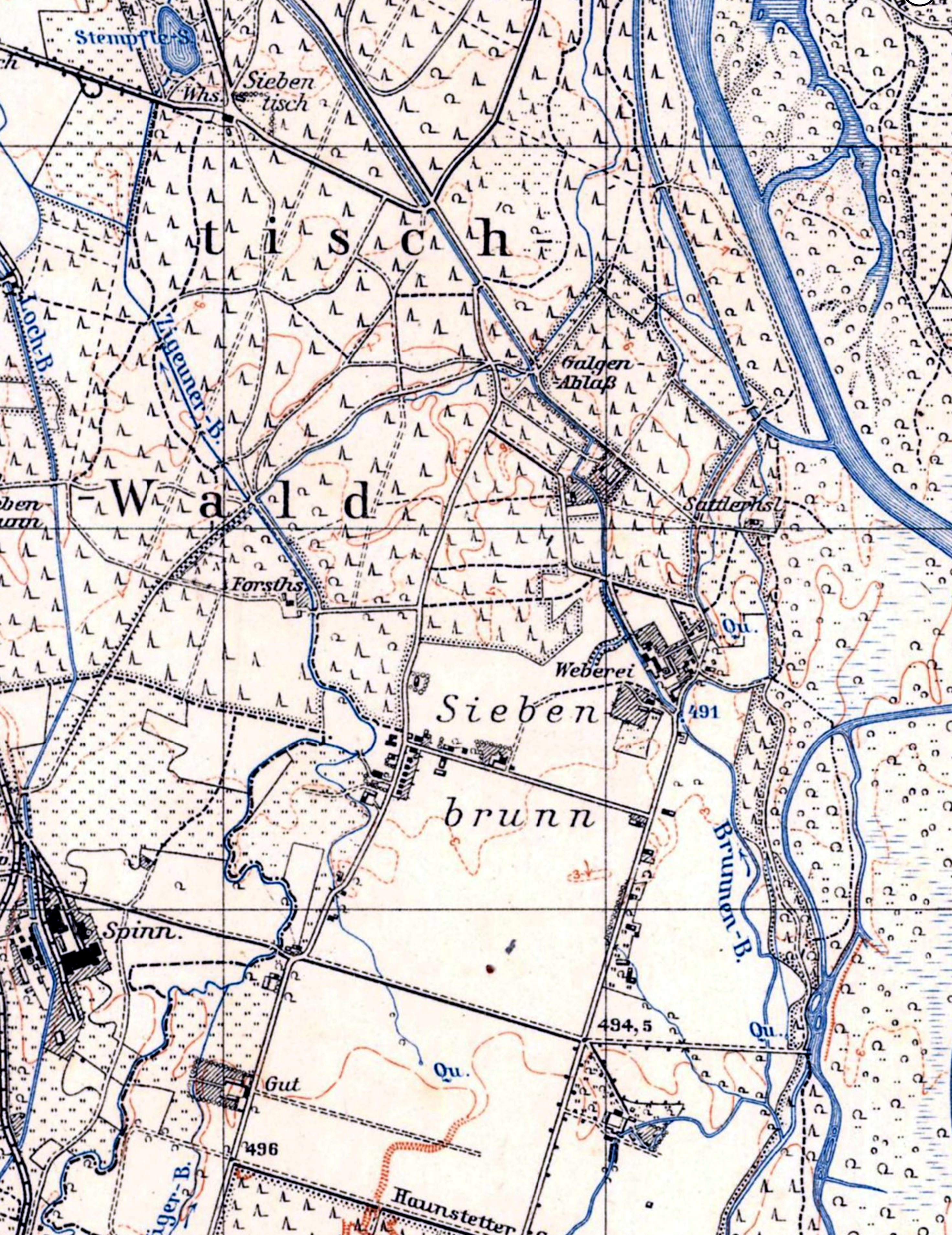
Siebenbrunn und der Galgenablass auf einem TK25-Messtischblatt von 1942. Das mit „Brunnen-B.“ bezeichnete blaue Fließgewässer ist der Siebenbrunner Bach. Der Grenzgraben kreuzt ihn beim Galgenablass.

Meringerau wurde 1910 unter dem Namen Siebenbrunn nach Augsburg eingemeindet.
1937 wurde die Mechanische Weberei Siebenbrunn stillgelegt. Der Haunstetter Flugzeughersteller Messerschmitt AG nutzte anschließend bis zum Ende des Zweiten Weltkriegs die Fabrikgebäude als Produktionsstätte. Danach gab es andere Nachnutzungen.
Seit den 1930er Jahren erwarb die Stadt Augsburg systematisch Grundstücke in Siebenbrunn, um die Gebäude darauf abzureißen und die Flächen für den Trinkwasserschutz zu renaturieren. Seit 1962 ist der Augsburger Stadtwald ein offizielles Trinkwasserschutzgebiet. Von 1977 bis 1980 wurde aus Trinkwasserschutzgründen das gesamte verbliebene Siebenbrunner Unterdorf einschließlich der ehemaligen Fabrik abgerissen und die Flächen anschließend aufgeforstet.

### Ablass am Oberen Anger

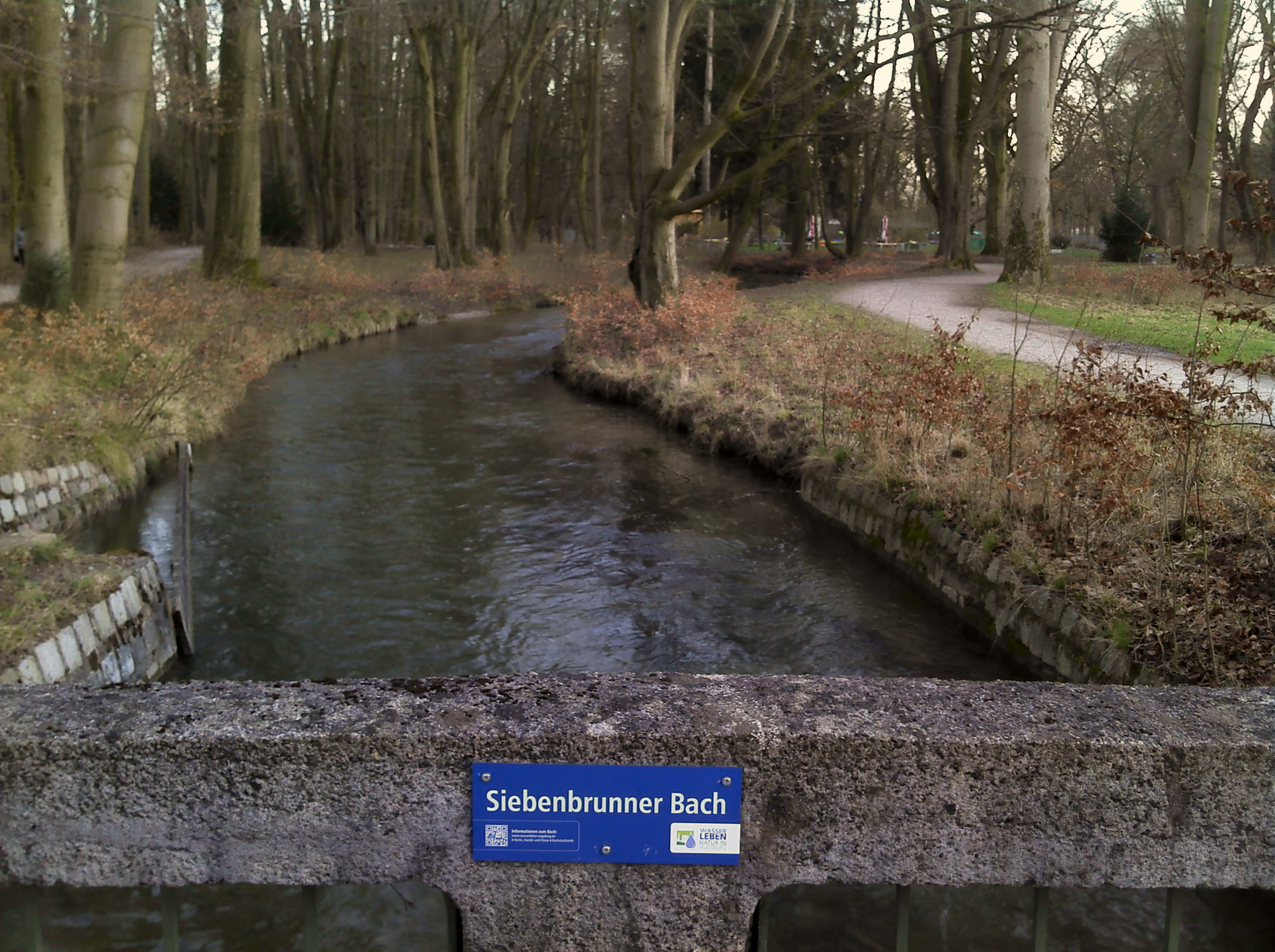
Der Siebenbrunner Bach in den Siebentischanlagen in der Nähe des Zoos

Seit der Anlage des Stempflesees (1924) und des Augsburger Zoos (1937) gibt es nördlich, also stromabwärts, des Galgenablasses eine ganz neue hydrotechnische Lösung. Dort, wo der Reichskanal früher in den Siebenbrunner Bach gemündet hat, gibt es nun am Ablass am Oberen Anger eine weitere Wasserkreuzung mit Doppeldüker. Der Hauptteil des Wassers des vom Stempflesee kommenden Stempflebachs – der saubereres Wasser als der Siebenbrunner Bach führt – wird durch diesen Düker unter dem Siebenbrunner Bach hindurchgeführt.
Der Hauptteil des Wassers des Reichskanals knickt am Ablass am Oberen Anger nach rechts ab und wird zusammen mit dem Stempflebach in den Zoo geleitet. Dort fließt es in Bachläufen und Teichen durch verschiedene Tiergehege. Anschließend verlässt es den Zoo und speist den Spitalbach.
Eine Verbindung zwischen dem Reichskanal und der Siebenbrunner Bach am Ablass am Oberen Anger ermöglicht einen bedarfsabhängigen Wasseraustausch in beiden Richtungen. Der Siebenbrunner Bach fließt im weiteren Verlauf durch den Siebentischpark und endet heute, indem er zum Teil den Spitalbach speist und zum Teil über den Brunnengraben in den Brunnenbach mündet.
Somit ergab sich im 20. Jahrhundert ein neuer wasserhygienischer Grund der Getrennthaltung der beiden Bäche, gewissermaßen umgekehrt zu dem bis 1840 bestehenden Grund. Denn nun ist der Siebenbrunner Bach derjenige mit dem qualitativ schlechteren Lechwasser, und das Grenzgrabenwasser wird im Zoo genutzt, wofür seine Wasserqualität wichtig ist.

## Tourismus
Der Galgenablass ist als touristisches Objekt eher unspektakulär, da beide Wasserläufe nur kleine Bäche sind und der Düker unterirdisch verläuft. Die Geschichte und Funktionsweise der Wasserkreuzung wird auf einer Informationstafel erläutert. Führungen können über die Umweltstation Augsburg gebucht werden.
Oberirdisch ist sichtbar, dass vom Siebenbrunner Bach bei Bedarf (bei höherem Wasserstand) ein Teil nach rechts abgeleitet wird. Von links scheint der Grenzgraben am Siebenbrunner Bach zu enden; tatsächlich aber leitet ein Dükergitter sein Wasser vertikal nach unten in den Düker ab, wo es den Siebenbrunner Bach unterquert, auf der rechten Seite des Siebenbrunner Bachs wieder ans Tageslicht tritt und seinen Weg als Grenzgraben fortsetzt. Falls das Dükergitter verstopft oder der Grenzgraben mehr Wasser liefert, als der Düker fasst, wird Grenzgrabenwasser über eine Sohlschwelle in den Siebenbrunner Bach abgeleitet.
Am Galgenablass befinden sich außerdem mehrere kleine Brücken, eine kleine Holzhütte, die „Galgenhütte“, sowie eine kleine Wiese, die „Galgenwiese“.
Unweit des Galgenablasses kann man am Siebenbrunner Bach noch den Leerschuss bzw. Überlauf des Turbinenwerkes der abgerissenen Weberei erkennen. Reste einer Kastanienallee, ein Wegkreuz, ein Spielplatz und eine Informationstafel zeugen noch von der früheren Siedlung.

## Falsche Darstellungen
Im Rahmen der Bewerbung der Stadt Augsburg um die Anerkennung als UNESCO-Welterbe wurde der Galgenablass in verschiedenen Schriften, insbesondere im Nomination Dossier, falsch dargestellt. In dem Dossier wird wiederholt behauptet, der Grenzgraben hätte Trinkwasser geliefert und der Zweck des Galgenablasses sei gewesen, das Trinkwasser des Grenzgrabens vom Brauchwasser des Siebenbrunner Bachs zu trennen. Den Autoren war offenbar unbekannt, dass der Siebenbrunner Bach früher ein Quellbach war, der als Zufluss des Brunnenbachs bis 1840 Trinkwasser lieferte, und dass er erst nach dem Ende seiner Trinkwassernutzung in einen Brauchwasserkanal umgewandelt wurde, während der Grenzgraben geschichtlich teils Quell- und teils Lechwasser führte, aber niemals Wasser, das als Trinkwasser diente.
Diese Fehler werden zum Teil auch in aktuellen Veröffentlichungen der Stadt bis heute wiederholt.